# Scorpion (seizoen 2)
Dit artikel vat het tweede seizoen van Scorpion samen. Dit seizoen liep van 21 september 2015 tot en met 25 april 2016 en bevatte vierentwintig afleveringen.

## Rolverdeling

### Hoofdrollen
- Elyes Gabel - Walter O'Brien
- Ari Stidham - Sylvester Dodd
- Jadyn Wong - Happy Quinn
- Eddie Kaye Thomas - Tobias M. 'Toby' Curtis MD
- Robert Patrick - Federaal agent Cabe Gallo
- Katharine McPhee - Paige Dineen
- Riley B. Smith - Ralph

### Terugkerende rollen
- Alana de la Garza - Adriana Molina
- Kevin Weisman - Ray Spiewack
- Pete Giovine - Chet
- Camille Guaty - Megan O'Brien
- Jamie McShane - Patrick Quinn
- Peri Gilpin - Katherine Cooper
- Scott Porter - Tim Armstrong
- Horatio Sanz - Heywood Morris

## Afleveringen
| Nr. | Aflevering | Titel                          | Regisseur         | Schrijver(s)                           | Selectie gastrollen | Uitzenddatum      |  |
| --- | ---------- | ------------------------------ | ----------------- | -------------------------------------- | --- | ----------------- |  |
| 23 | 1          | Satellite of Love              | Sam Hill          | Nick Santora Nicholas Wootton          | Gene Simmons - zichzelf Anthony Skordi - Nemos Dennis Apergis - directeur                                                                                               | 21 september 2015 |  |
| Het team Scorpion krijgt van de nieuwe directeur Adriana Molina van Homeland Security de opdracht om een onderzoek te starten naar een Russische satelliet die uit zijn koers is geraakt. Zij moeten nu alles op alles zetten de satelliet te stoppen voordat hij in Zuid-Californië neerstort. Na het auto-ongeluk waarin Walter zwaargewond raakte, is hij nog steeds geestelijk en lichamelijk niet de oude. Zijn verborgen gevoelens voor Paige zijn mede de oorzaak. Als zij tijdens de zaak dicht bij elkaar moeten werken helpt dit niet echt voor Walter. |            |                                |                   |                                        | |                   |  |
| 24 | 2          | Cuba Libre                     | Mel Damski        | Rob Pearlstein Nick Santora            | Izabella Miko - Sonia Balasevic Ignacio Serricchio - Alfonso Frank Gallegos - Duke Daniel Kash - Kessler                                                                | 28 september 2015 |  |
| Cabe wordt door een vrouw om hulp gevraagd, hij kent haar van twintigjaar geleden toen hij haar heeft gered in Kroatië. Het team gaat dan naar Cuba om daar onder de radar een Servische oorlogsmisdadiger, die haar familie heeft uitgemoord, op te pakken. Ondertussen probeert Toby Sylvester op te laten biechten dat hij verliefd is op Megan. Walter wil niet toegeven dat hij in een emotionele toestand verkeerde tijdens zijn auto-ongeluk, maar wil voor de rechter pleiten dat hij dit met voorwaardelijk opzet deed. Paige kan echter met behulp van zijn advocaat Walter overhalen om toch hier niet voor te kiezen, en krijgt van de rechter een werkstraf toebedeeld. Hij moet nu straatvuil ophalen en ontmoet daar zijn nieuwe vriend Ray. |            |                                |                   |                                        | |                   |  |
| 25 | 3          | Fish Filet                     | Omar Madha        | Paul Grellong Nick Santora             | Lester Speight - Ten-Ton Wade Williams - bewaker gevangenis Anthony M. Bertram - gevangene Allison Bills - Luanne                                                       | 5 oktober 2015    |  |
| Om het leven van drie rechters te redden die worden bedreigd door een Japanse bende gaat Sylvester undercover naar een federale gevangenis om daar een code te kraken van de bende. Wanneer Molina weigert hem uit de gevangenis te halen, plant het team een ontsnappingspoging nadat het leven van Sylvester in gevaar komt. Om Sylvester te laten ontsnappen moet Walter samenwerken met Ray. Hij kent een manier om drugs in de gevangenis te smokkelen, die ervoor moeten zorgen dat Sylvester schijndood wordt. Door deze ervaring van schijndood besluit Sylvester zijn gevoelens te uiten tegenover Megan. Ondertussen vangt Toby een gesprek van Happy op, waarin zij afspreekt met een jongen voor een ontmoeting in een café. |            |                                |                   |                                        | |                   |  |
| 26 | 4          | Robots                         | Sylvain White     | David Foster Nicholas Wootton          | Travis Van Winkle - Nathan Hall Jeff Corbett - kapitein Steven Jones Lamar Stewart - officier Chris Johnson                                                             | 12 oktober 2015   |  |
| Het team heeft een ontmoeting met adjunct-directeur Katherine Cooper, verbindingsofficier van Homeland Security, en draagt Walter, Cabe en Happy op met een nieuw opdracht. Dit betreft het analyseren van een spionageapparaat dat aangesloten is op een communicatiekabel wat 100 meter onder water ligt in internationale wateren voor de Californische kust. Nadat zij het apparaat hebben geanalyseerd, vanuit een geheime duikboot van de Amerikaanse marine, ontploft ineens het apparaat wat ervoor zorgt dat de duikboot stil komt te liggen. Met het opraken van de zuurstof en geen communicatie moet het team er nu voor zorgen dat de bemanning gered kan worden. Ondertussen blijft Happy, tot grote teleurstelling van Toby, uitgaan met Chet. Hij reageert zijn frustraties af op een boksbal. |            |                                |                   |                                        | |                   |  |
| 27 | 5          | Super Fun Guys                 | Bobby Roth        | Nick Santora                           | Costa Ronin - scout Roman Mitichyan - gangster Artie O'Daly - receptionist Nick Roth - brandweerman                                                                     | 2015              |  |
| Wanneer een Russisch nucleaire raket uit de jaren zeventig uit Kazachstan gestolen is door wapenhandelaren, moet het team zich voordoen als een filmploeg op een filmset om zo de raket te lokaliseren. Om de bewapende beveiliging te omzeilen doet het team zich voor als filmhelden om zo bij de raket te komen en deze te ontmantelen. Ondertussen ondergaat Megan een diepe hersenstimulatie en vraagt Sylvester dit stil te houden voor Walter. Sylvester is bang dat hij dit niet kan stilhouden en blijft daarom tijdens de missie in de werkplaats. Toby is nog steeds zijn frustraties aan het botvieren op de boksbal. Hij wordt hierin steeds beter, en nu wil hij met hulp van Cabe gaan boksen in een amateurwedstrijd. |            |                                |                   |                                        | |                   |  |
| 28 | 6          | Tech, Drugs, and Rock 'n' Roll | Sam Hill          | Elizabeth Davis Beall Nicholas Wootton | Andy Buckley - Richard Elia Doug Savant - Wilson Adler Alex Frnka - Stella Donnely Corey Brill - Dan Smaisley Trevor Larcom - Russell                                   | 26 oktober 2015   |  |
| Het team is klaar voor het betrekken van hun nieuw hypermoderne hoofdkwartier dat zij gebouwd hebben met Elia. Al snel ontdekken zij dat het computersysteem geïnfecteerd is met een wormvirus, dat geüpload is in de computer van Walter door een mysterieuze vrouw die hij kort hiervoor ontmoet heeft op een conferentie. Het blijkt al snel dat het gebouw nu levensgevaarlijk wordt door een brand voor het team, inclusief drie kinderen. Zij moeten nu snel werken om de brand te stoppen, en de persoon vinden die de dodelijke wormvirus heeft geplaatst. |            |                                |                   |                                        | |                   |  |
| 29 | 7          | Crazy Train                    | Jeff T. Thomas    | Kevin J. Hynes Nick Santora            | Dan Brown - Aldo Lenny Citrano - Jasper Libby Ewing - Sarah Cantrell Harris - agent                                                                                     | 2 november 2015   |  |
| Wanneer een doorgedraaide metrotrein dreigt te ontsporen, met daarin Paige en Ralph, moet het team proberen deze te stoppen voordat het ontspoort. Het team ontdekt dat de metrotrein is gesaboteerd om zo het spoor vrij te maken voor een diefstal van 50 miljoen dollar aan Brits goud. Walter probeert voor held te spelen om op de doorgedraaide metrotrein te springen, hierdoor riskeert hij zijn leven en wordt door Paige in zijn gezicht geslagen omdat zij bang is om hem te verliezen. Ondertussen begint Toby met zijn eerste gevecht in een amateurbokswedstrijd waarin hij knock-out wordt geslagen. Happy zoekt afleiding voor haar relatie met Toby door uit te gaan met Chet, die in werkelijkheid haar komediecoach is. Haar teamleden sporen haar op in een komedieclub, waar zij totaal uit haar routine komt. |            |                                |                   |                                        | |                   |  |
| 30 | 8          | Area 51                        | Carey Meyer       | Kim Rome Nicholas Wootton              | Brad Beyer - Burns Billy Wirth - Mark Willis Danny Belford - airman Cate Cohen - dr. Ritenour Joseph Piccuirro militaire politieagent                                   | 9 november 2015   |  |
| Wanneer twee CIA agenten op Area 51 terechtkomen met een geheim vliegtuig, koopt een CIA agent het team om om naar hen op zoek te gaan. Happy maakt een gammastraling spectrometer om dit te gebruiken op Area 51 voor de zoektocht naar de agenten. Toby schrijft voorspellingen op over de uitkomst van hun zaak en verzegeld deze in afgesloten enveloppen, later blijkt deze voorspellingen uit te zijn gekomen. Happy, Toby en Sylvester besluiten hun deel van het CIA-geld te schenken aan Walter voor diens onderzoek naar de ziekte MS waar zijn zus Megan aan lijdt. Walter is van plan om de technologische singulariteit van Megan te uploaden op een harde schijf, net als in de film Transcendence. Later groeit de spanning tussen Walter en Sylvester wanneer Sylvester de wens van Megan wil uitvoeren. Haar wens is om te stoppen met het agressief behandelen van haar ziekte door Walter. |            |                                |                   |                                        | |                   |  |
| 31 | 9          | US vs. UN vs. UK               | Omar Madha        | Scott Sullivan Nick Santora            | Sonya Walger - Olivia Cromwell Sammi Rotibi - Madaky Damon Herriman - Gleason                                                                                           | 16 november 2015  |  |
| Het team gaat samenwerken met MI6 om zo te infiltreren in het hoofdkwartier van de Verenigde Naties. Dit om Jonas Madaky, ambassadeur en wapenhandelaar van de Afrikaanse natie Buritan, te stoppen met het maken van een deal met rebellen voor wapens voor hun revolutie. De zaak wordt dan echter bemoeilijkt door de Britten als zij het team door afpersing willen overhalen om Madaky te elimineren. Als MI6 agent Gleason vermoord wordt gevonden, besluit het team om Madaky uit te schakelen. Later blijkt echter dat Gleason nog leeft. Het team moet nu een Houdini-ontsnapping uitvoeren om zo Madaky te kunnen arresteren. Dan blijkt dat de directeur van MI6, Olivia Cromwell, zaken wilde doen met Madaky en wordt daarom gearresteerd door Cabe. Ondertussen krijgt Walter een dwangbevel van de rechtbank om zo zijn zus Megan te kunnen intuberen, ondanks de ontmoediging van Sylvester. Om toch de wensen van Megan uit te kunnen voeren, zoekt Sylvester een pastoor die hem en Megan wil trouwen. Nu beseft Walter dat hij de situatie niet meer volledig onder controle heeft. |            |                                |                   |                                        | |                   |  |
| 32 | 10         | Arrivals and Departures        | Sam Hill          | Aadrita Mukerji Nicholas Wootton       | Glenn Keogh - Sean O'Brien Pamela Shafer - Louise O'Brien Mary-Bonner Baker - dr. Melissa Castillo Sarah Himmelstein - verpleegster                                     | 23 november 2015  |  |
| Wanneer de ouders van Walter Megan bezoeken in het ziekenhuis verslechterd haar situatie. Dan breekt er in het ziekenhuis een schimmelinfectie uit, die ervoor zorgt dat Walter van zijn zus afgezonderd wordt en dat zijn team in groot gevaar komt. Zodra het team vermoedt wat voor schimmel het betreft, spuit de infectiebestrijding fungicide door het ziekenhuis. Als zij er dan achter komen dat de schimmel met het verkeerde fungicide wordt bestreden zit er voor hen niets anders op dan het goede fungicide te vinden. Wanneer het team het goede fungicide heeft gevonden, lukt het hen om dit in de watervoorziening van het ziekenhuis te brengen zodat de schimmel bestreden kan worden. Nu dit opgelost is kan Walter nog net op tijd bij zijn stervende zus komen om van haar afscheid te nemen. Later ontvangt hij een e-mail van Megan met daarin een video waarin zij hem vertelt dat hij niet bang hoeft te zijn voor de liefde. Dit zorgt ervoor dat Walter zijn hart opent naar zijn vervreemde ouders. Hij houdt de hand van Paige vast terwijl hij herinneringen van zijn zus uitwisselt met zijn ouders en vrienden. |            |                                |                   |                                        | |                   |  |
| 33 | 11         | The Old College Try            | Christine Moore   | Rob Pearlstein Nick Santora            | Jeff Galfer - Quincy Berkstead Shanley Caswell - Dorie Willie McGinest - Willie McGinest Tiffany Daniels - receptioniste                                                | 7 december 2015   |  |
| Het team worstelt met het verlies van Megan, dan moeten zij toch weer aan de slag. Zij moeten een cyberterrorist, die gebruik maakt van een programma wat geschreven is door studentes, oppakken die dreigt het Federal Reserve plat te leggen. Hij stopt alleen als hij in de aankomende 72 uur een biljoen bitcoins ontvangt. Om de terrorist te kunnen stoppen moet het team undercover gaan in de lokale universiteit: Happy gaat als een studente, Walter als een bezoekende drama instructeur, Sylvester als een worstelaarstudent, Cabe als een campusbeveiliger en Toby als een solliciterende psychologieprofessor voor een baan op een afdeling die geleid wordt door een man die zijn ex-verloofde heeft afgepakt. Wanneer zij achter de identiteit van de terrorist willen komen, moeten zij de server van de universiteit kraken. Dit blijkt echter een hoog beveiligde kwantumcomputer te zijn. Ondertussen voert Walter een proef uit waaruit moet blijken dat Ray niet schuldig is aan de dood van zijn partner in zijn brandweerperiode. Nu Ray weet dat hij hier niet schuldig aan was, krijgt hij rust in zijn hoofd. Hij besluit het team te verlaten.                                                                                                  |            |                                |                   |                                        | |                   |  |
| 34 | 12         | Dam Breakthrough               | Adam Rodriguez    | Paul Grellong Nicholas Wootton         | Bruce Burrell - kerstman Michael Nanfria - Clarence Woodbury Isabella Alexis Serrano - Susie                                                                            | 14 december 2015  |  |
| Op kerstavond ontvangt het team een oproep van het Augestine Energiebedrijf, dat in gevaar is gekomen nadat een grote boom tegen het gebouw is gevallen. Deze boom kan ervoor zorgen dat de transformator onder water komt te staan, dit kan een stroomuitval veroorzaken waardoor 100.000 mensen op kerstavond zonder stroom komen te zitten. Nadat het team de computer van het energiebedrijf heeft herstart en het gebouw heeft gestut, ontdekken zij dat in de nabijgelegen stuwdam een bedreigende scheur is ontstaan. Nu moeten zij alles op alles zetten om de scheur te repareren zodat het bewoonde gebied onder de stuwdam niet onder water komt te staan. Ondertussen worstelt Walter nog steeds met het verlies van zijn zus Megan. Hij besluit om de gecremeerde as van Megan te bewaren in een koffiekan en dit te bewaren in het handschoenenkastje van de auto, zodat zij altijd dicht bij hem aanwezig is. Wanneer zijn lievelingsfret vermist wordt, is hij zo verdrietig dat hij zijn emoties niet meer onder controle kan houden. Hij beseft nu dat hij Megan echt mist. Hij hoort dan dat hij de prijs van 15 miljoen dollar heeft gewonnen met zijn nieuw ontworpen raket, maar hij besluit dan de raket af te schieten om zo zijn zus te herdenken. |            |                                |                   |                                        | |                   |  |
| 35 | 13         | White Out                      | Jeff Hunt         | David Foster Nick Santora              | Jennifer Del Rosario - Grace Quinn Taylor Handley - Cody Decker Boone Platt - soldaat                                                                                   | 4 januari 2016    |  |
| Het team moet proberen om de ijskoude temperaturen te overleven als zij op Station McMurdo op Antarctica zijn. hier zijn zij om een United States Army Special Forces eenheid te redden die in Darfur actief zijn om een genocide verdachte op te pakken. Het Pentagon heeft het contact met een satelliet die een militaire drone op afstand bedient verloren. Deze drone ondersteunde de eenheid in Darfur. Het team moet nu alles op alles zetten om de verbinding zo snel mogelijk te herstellen en zo de eenheid te redden. Tijdens deze operatie riskeert Toby zijn leven om het leven van Happy te redden die afgezonderd werd van de team door een whiteout. Ondertussen leest Happy een boek om haar meer positief en dankbaar te maken, in plaats van gemeen en sarcastisch wat zij normaal is. Cabe geeft zijn grote hoeveelheden koffie op, dit om zijn bloeddruk omlaag te krijgen. Walter probeert zijn sociale vaardigheden te vergroten. |            |                                |                   |                                        | |                   |  |
| 36 | 14         | Sun of a Gun                   | Dwight Little     | Adam Higgs                             | Jeff Fahey - Kenneth Dodd Hakeem Kae-Kazim - president Desta Rahal Brooke Nevin - Linda Justin Chu Cary - barkeeper                                                     | 18 januari 2016   |  |
| Het team krijgt van de vervreemde vader van Sylvester, gepensioneerde legerkolonel Ken, de vraag voor hulp nadat hij ontdekt heeft dat een mysterieuze dodelijk wapen in handen is gekomen van een Afrikaanse dictator. Het team gaat nu naar Noord-Afrika om zo te ontdekken waar de dictator het wapen heeft verstopt. Tijdens hun missie moet Walter zeer persoonlijk worden met de dictator om zo informatie te verkrijgen voor hun doel. Dit houdt in dat hij samen met hem een stoombad moet nemen met alleen een dunne handdoek om hun middels. Ondertussen besluiten Walter en Cabe te gaan speeddaten voor hun liefdesgeluk, maar al snel blijkt dat zij hier weinig succes in hebben. |            |                                |                   |                                        | |                   |  |
| 37 | 15         | Da Bomb                        | Steven A. Adelson | Kim Rome                               | David Fabrizio - Merrick Laird Macintosh - Ryan Jackson Brooke Nevin - Linda Jessica Bues - gastvrouw                                                                   | 25 januari 2016   |  |
| Het team wordt ingeschakeld door de NASA, om een sensor te repareren die een mogelijke fout heeft geconstateerd in een topgeheim JC-49 raket die gereed staat om gelanceerd te worden. Tot hun verrassing ontdekt het team dat de nieuwe directeur van NASA, hun voormalige baas Merrick, hun persoonlijk heeft uitgenodigd voor deze opdracht. De opdracht wordt dan in gevaar gebracht als de nieuwe vriendin van Walter, Linda, de garage inloopt met een opname waarop een verdraaide stem hen opdraagt de lancering te saboteren. Als zij dit weigeren wordt het bomvest dat Linda aanheeft tot ontploffing gebracht. Ondertussen besluit Sylvester auditie te doen voor Jeopardy. Dit om geld te winnen om de nieuwe aanbouw van het ziekenhuis, waar Megan is overleden, naar haar te vernoemen. Op het moment dat hij voor de camera’s staat, slaan ineens bij hem de zenuwen toe. |            |                                |                   |                                        | |                   |  |
| 38 | 16         | Fractured                      | Christine Moore   | Matthew Davis Nick Santora             | Penn Jillette - dr. Cecil P. Rizzuto Meagan English - vrouw Will McFadden - man Thomas Rosales jr. - Bryan                                                              | 8 februari 2016   |  |
| Terwijl Sylvester Ralph meeneemt op een educatief uitstapje naar het strand dwingt Paige Toby en Walter, die de laatste tijd alleen maar ruzie maken, deel te nemen aan een therapiesessie speciaal voor zakenpartners. Al snel ontdekken zij dat de therapeute haar diploma online heeft behaald en dat haar werkmethode zeer onorthodox is. Cabe en Paige helpen Happy zich voor te bereiden op haar presentatie van haar nieuw ontwikkelde airbag aan een nieuwe klant. Plotseling ondervindt Los Angeles een aardbeving van 7.8 op de Schaal van Richter, deze richt grote vernielingen aan in de infrastructuur en grote branden. Het team moet nu snel aan een oplossing werken, met weinig middelen, om een groot gaslek te dichten in een Koreaanse wijk voordat het explodeert. |            |                                |                   |                                        | |                   |  |
| 39 | 17         | Adaptation                     | Sam Hill          | Scott Sullivan Aadrita Mukerji         | Penn Jillette - dr. Cecil P. Rizzuto Jorge-Luis Pallo - DEA agent Sanchez Stephen Bridgewater - Rancher Jason Brillantes - drugskoerier 1 Sean Rosales - drugskoerier 2 | 22 februari 2016  |  |
| Wanneer Mexicaanse drugssmokkelaars gewapende drones gebruiken voor het smokkelen van pure heroïne, wordt het team gevraagd door de federale Mexicaanse politie om een manier te vinden om dit te stoppen. Ondertussen volgen Walter en Toby nog steeds hun therapie bij dr. Rizzuto, deze maakt gebruik van sokpoppen om zo hun gevoelens te laten uiten. Sylvester heeft een afwijzing gekregen om deel te nemen aan Jeopardy. Nu heeft hij zijn zinnen gezet om deel te nemen aan de spelshow The Price Is Right. De relatie tussen Toby en Happy wordt openbaar. Walter wordt nu gedwongen om hen een ultimatum te geven: de relatie verbreken of een van hen moet het team verlaten. |            |                                |                   |                                        | |                   |  |
| 40 | 18         | The Fast & The Nerdiest        | Don Tardino       | Kevin J. Hynes                         | Drew Carey - zichzelf Joely Fisher - Lorraine Frank Renzulli - Patrick Grady Eric Roberts - Mick Doherty Avi Bernard - Tommy                                            | 29 februari 2016  |  |
| Sylvester mag naar de voorrondes van de spelshow The Price Is Wright, en wordt geselecteerd om deel te nemen. Hij wint overtuigend en ontvangt $100,000. Het team krijgt bezoek van Mick Doherty, een oude vriend van Cabe en ex-gevangene, die het team om hulp vraagt om een smokkelbende te stoppen die een biologisch wapen naar Centraal-Amerika wil smokkelen. Het lukt het team om te infiltreren in het import/export bedrijf van de smokkelbende, waar Walter gedwongen wordt om deel te nemen aan een dragrace. Zodoende wint hij tijd voor Happy, die het kantoor kan onderzoeken voor belastend papierwerk. Ondertussen krijgen Toby en Happy een heftig meningsverschil over zijn gokverslaving. |            |                                |                   |                                        | |                   |  |
| 41 | 19         | Ticker                         | Mel Damski        | Rob Pearlstein                         | Isabella Crovetti-Cramp - Olivia Pearson Lena Georgas - dr. Bennett Jeremy Denzlinger - Todd Wilcox                                                                     | 14 maart 2016     |  |
| Walter raakt betrokken in een verkeersongeluk en moet naar het ziekenhuis, waar hij een leuk meisje ontmoet genaamd Olivia die dringend een harttransplantatie nodig heeft. Toby ontdekt dan een patiënt met de symptomen van de Nibori-virus, een dodelijke ziekte die alleen in het Verre Oosten voorkomt. Hij ontdekt tevens dat de bloedbank van Los Angeles gehackt is en dat alle bloedzakken verkeerd gelabeld zijn. Het team besluit dan om de hacker op te sporen om zo het leven van Olivia te redden. Maar zij hebben hier maar 4 uur voor omdat Olivia dan geopereerd wordt, en moeten ook een sample vinden van haar zeer zeldzame bloedgroep. Ondertussen neemt het team deel aan een de ScorpiOlympics, hun versie op de Olympische spelen alleen voor geniale mensen. Na het winnen van The Price Is Wright wordt Sylvester keer op keer afgewezen voor het meedoen aan andere spelshows. |            |                                |                   |                                        | |                   |  |
| 42 | 20         | Djibouti Call                  | Omar Madha        | David Foster                           | Sean Cameron Michael - Shane Copley Scott Connors - dokter Mike Falkow - Richards Derek Graf - Newton                                                                   | 21 maart 2016     |  |
| Het team wordt door de FBI ingehuurd om op de enige militaire basis in Djibouti een nieuw ontwikkeld surveillancesysteem te installeren. Zodat de FBI een terroristische chatter kan lokaliseren en oppakken. Maar dit lijkt een dekmantel te zijn voor Cabe en zijn leerling Tim Armstrong van Homeland Security, voor hun geheime missie aan de grens van Makuria om geheime informatie te verzamelen van een zakenvrouw die antieke voorwerpen rooft uit musea en het verkoopt op de zwarte markt. De opbrengsten gebruikt zij voor het trainen, valse paspoorten en explosieven voor terroristen. De missie loopt voor het team al snel uit op een reddingsmissie voor Cabe, die gevangen wordt genomen in vijandelijk gebied. Ondertussen huurt Sylvester de advocaat Haywood Morris in, die hij kent van een tv-reclame, om hem te helpen met het onder zijn contracten voor audities voor spelshows uit te komen. |            |                                |                   |                                        | |                   |  |
| 43 | 21         | Twist and Shout                | Christine Moore   | Paul Grellong                          | Brooke Nevin - Linda Josh Randall - Pandova Ann Benson - mrs. Pandova Long Nguyen - Thanh Dat Phan - Quan                                                               | 28 maart 2016     |  |
| Een aannemer is bezig om een terrein te voorbereiden op verbouwing, dan vinden zij een munitiegordel wat behoord bij een vliegtuig van de marine dat sinds 1971 vlak bij Pleiku vermist werd. Gepensioneerde marinier John Pandova huurt het team in om ervoor te zorgen dat hij twee dagen met zijn ground-penetrating radar de locatie mag onderzoeken om te kijken of de overblijfselen van zijn vader daar liggen. Zij krijgen echter maar twee uur en komen dan terecht in een F4 tornado. Ondertussen krijgt Ralph te horen dat hij een onvoldoende heeft gekregen voor zijn project. Later steelt zijn professor zijn idee van het project en nu moet Ralph Haywood inhuren als zijn advocaat. Tim vraagt Walter om samen te gaan eten, maar wordt dan afgewezen als Walter Linda gaat opbellen voor een date. Tim voert dan de suggestie uit van Walter om een leuke en mooie vrouw uit te nodigen voor een date en vraagt dan Paige voor een etentje. Walter krijgt geen antwoord van Linda en laat hem voor alleen achter. |            |                                |                   |                                        | |                   |  |
| 44 | 22         | Hard Knox                      | Omar Madha        | Scott Sullivan                         | Leslie David Baker - rechter Tanniston Brooke Nevin - Linda Mark Rolston - agent Cooke Lee Amir-Cohen - bewaker 1 Erik Aude - bewaker 2                                 | 11 april 2016     |  |
| Om hun beveiligingssysteem te testen wordt het team door een agent van de United States Department of Defense ingehuurd om in te breken in Fort Knox en daar een 300 jaar oude Pruisische scepter te stelen. Dit doen ze om te laten zien dat de particuliere beveiligingsbedrijf in Fort Knox hun zaken niet op orde hebben. Maar het team ontdekt dan in Fort Knox een halve kilo polonium wat verstopt zit in een kunstvoorwerp, en moeten dan snel ontsnappen uit het gebouw met het polonium. Ondertussen heeft Toby zijn twijfels over Linda, over wie Toby gelooft dat Walter haar nu minder aantrekkelijk vindt dan toen hij haar leven redde. Walter besluit de relatie met haar uit te maken, maar wil toch vrienden met haar blijven. Paige accepteert de uitnodiging van Tim voor een etentje. |            |                                |                   |                                        | |                   |  |
| 45 | 23         | Chernobyl Intentions           | Jeff T. Thomas    | Nick Santora Nicholas Wootton          | Joshua Leonard - Mark Collins Kathleen Munroe - Oksana Nastrova Hugh B. Holub - Redick Robert Maffia - Fargas                                                           | 18 april 2016     |  |
| Het team moet Oksana Nastrova, lid van de Global Nuclear Energy Council, helpen met het versterken van de beschermlaag over Kerncentrale Tsjernobyl voordat er corium kan ontsnappen. Het team ontdekt daar niet gesmolten cesiumstaven langs de corium. Hiervoor gebruiken zij een robot die ontwikkeld is door Happy. Terwijl Paige en Sylvester samen met Oksana over de kerncentrale vliegen om metingen te doen, wordt de robot beïnvloed door de straling en raakt dan het corium. Dit resulteert in ioniserende straling dat het vliegtuig uitschakelt. Het vliegtuig stort neer waarna de inzittenden vast komen te zitten, de rest van het team moet nu proberen hen te redden en tegelijkertijd moeten zij het coriumlek dichten. Ondertussen is Toby achtergebleven om Mark Collins, ex-lid van het team die hij als krankzinnig had beoordeeld, te beoordelen in een rechtszaak. Als het team weer teruggekeerd is in Amerika wil Walter Paige uitvragen naar een jazzfestival, maar besluit dan om haar de kaartjes te geven zodat zij met Tim ernaartoe kan gaan. Toby heeft een ontmoeting met zijn juwelier om een verlovingsring op te halen voor Happy, maar wordt daar ontvoerd door Mark Collins.                                                       |            |                                |                   |                                        | |                   |  |
| 46 | 24         | Toby or Not Toby               | Sam Hill          | Nick Santora Nicholas Wootton          | Joshua Leonard - Mark Collins John Colella - dokter Sonya Leslie - medewerkster ziekenhuis Tom Massmann - buschauffeur Corby Sullivan - Pierce                          | 25 april 2016     |  |
| Het team moet nu proberen de onstabiele Mark Collins geestelijk te verslaan om zo Toby vrij zien te krijgen, die door hem ontvoerd is. Mark dreigt Toby te doden als hij niet de gegevens krijgt van een onderzoek dat Walter heeft uitgevoerd. Het onderzoek betreft de communicatie tussen de hersenen van dieren. Walter geeft toe aan zijn eisen. Dan lukt het Mark om het onderzoek te verbeteren, zodat hij de gedachten van mensen kan lezen. Wanneer het team de verblijfplaats kan achterhalen van Mark wordt Walter gedwongen een keuze te maken, zijn onderzoek terug eigenen van Mark of Mark laten ontsnappen om zo een boobytrap te ontmantelen. De boobytrap bestaat uit een flinterdunne draad die een lading gif vasthoudt boven het hoofd van Toby. Walter besluit Toby te redden, en nadat dit gelukt is lukt het hem ook om Mark te achterhalen en te vangen. Ondertussen verklapt Sylvester het geheim van Toby dat hij Happy ten huwelijk wil vragen. Dan blijkt dat Happy een huwelijksgeheim met zich meedraagt. Walter beseft eindelijk dat hij echt van Paige houdt en bij haar wil zijn. Hij zoekt haar op om te voorkomen dat zij het weekend doorbrengt met Tim.                                                                               |            |                                |                   |                                        | |                   |  |